# Plusiodonta tripartita
Plusiodonta tripartita är en fjärilsart som beskrevs av Walker 1866. Plusiodonta tripartita ingår i släktet Plusiodonta och familjen nattflyn. Inga underarter finns listade i Catalogue of Life.